# Maarrat Misrin (nahija)
Nahija Maarrat Misrin (ar. ناحية معرة مصرين‎) je nahija u okrugu Idlib, u sirijskoj pokrajini Idlib. Po popisu iz 2004. (prije rata), nahija je imala 57.859 stanovnika. Administrativno sjedište je u naselju Maarrat Misrin.